# Manto Tshabalala-Msimang
Manto Tshabalala-Msimang (Durban, 9 oktober 1940 – Johannesburg, 16 december 2009) was een Zuid-Afrikaanse politicus. Ze leidde sinds 19 juni 1999 het Ministerie van Volksgezondheid. Manto werd onder druk gezet door Treatment Action Campaign (TAC), over het Aidsprobleem in Zuid-Afrika. De kwestie handelde over het gebruik van ARV, hiv-remmers, waar de minister tegen was. Manto raadde aan in plaats van ARV knoflook, bieten, citroenen en Afrikaanse aardappel te eten. Haar aidsbeleid werd wereldwijd verguisd en is twee weken voor haar dood afgeschaft door de nieuwe Zuid-Afrikaanse regering. Volgens Harvard-onderzoekers heeft haar weigering aidsremmers beschikbaar te stellen aan 300.000 Zuid-Afrikanen het leven gekost.

## Achtergrond
Manto haalt op haar 21st haar diploma, BA degree, op de Universiteit Fort Hare. Vanwege de toen heersende apartheid besluit Manto verder te studeren in Leningrad in de Sovjet-Unie. In 1969 haalde zij daar haar diploma op medisch gebied . In 1972 vertrok zij voor haar volgende medische studie naar Tanzania waar zij in de periode 1976-1979 het hoofd werd van het training en gezondheidsprogramma van de organisatie National Liberation Movements. In 1980 haalde zij haar master degree in Antwerpen. In de periode 1991-1994 is zij onder de partij ANC coördinator voor Gezondheid. Zij leidt hier voornamelijk de vrouwelijk afdeling. Vanaf 1996 tot 1999 was ze staatssecretaris van Justitie en vanaf 17 juni 1999 is ze minister van gezondheid. Ze overleed aan de gevolgen van een levertransplantatie.